# Remparts de La Couvertoirade
Les remparts de La Couvertoirade sont des remparts situés en France sur la commune de La Couvertoirade, dans le département de l'Aveyron en région Midi-Pyrénées.
Ils font l’objet d'un classement au titre des monuments historiques depuis le 6 avril 1895.

## Description
Les remparts font 12 mètres de hauteur.

## Localisation
Les remparts sont situés sur la commune de La Couvertoirade, dans le département français de l'Aveyron.

## Historique
L'édifice est classé au titre des monuments historiques en 1895.